# Nogometna reprezentacija Karačajevaca iz Rusije
Nogometna reprezentacija Karačajevaca iz Rusije predstavlja karačajevsku nacionalnu manjinu iz Rusije.
Trenutačni izbornik: 

Osnovana:

## Sudjelovanja na natjecanjima
Sudjelovali su na Europeadi, europskom prvenstvu nacionalnih manjina koje se održalo u Švicarskoj od 31. svibnja do 7. lipnja 2008.

Na tom prvenstvu, u svojoj skupini su završili na četvrtom mjestu, što nije bilo dovoljno za proći u idući natjecateljski krug. 

## Vanjske poveznice i izvori
- (njem.) Europeada Službene stranice Europeade 2008.
- Flickr, Flickr Karačajevci na Europeadi 2012.